# Sitticus subadultus
Sitticus subadultus är en spindelart som beskrevs av Bösenberg, Strand 1906. Sitticus subadultus ingår i släktet Sitticus och familjen hoppspindlar. Inga underarter finns listade i Catalogue of Life.